# Antoine Raspal
 (avril 2013).
Si vous disposez d'ouvrages ou d'articles de référence ou si vous connaissez des sites web de qualité traitant du thème abordé ici, merci de compléter l'article en donnant les références utiles à sa vérifiabilité et en les liant à la section « Notes et références ».
Antoine Raspal né le 14 novembre 1738 à Arles, où il est mort le 30 septembre 1811, est un peintre français.

## Biographie

### Origines

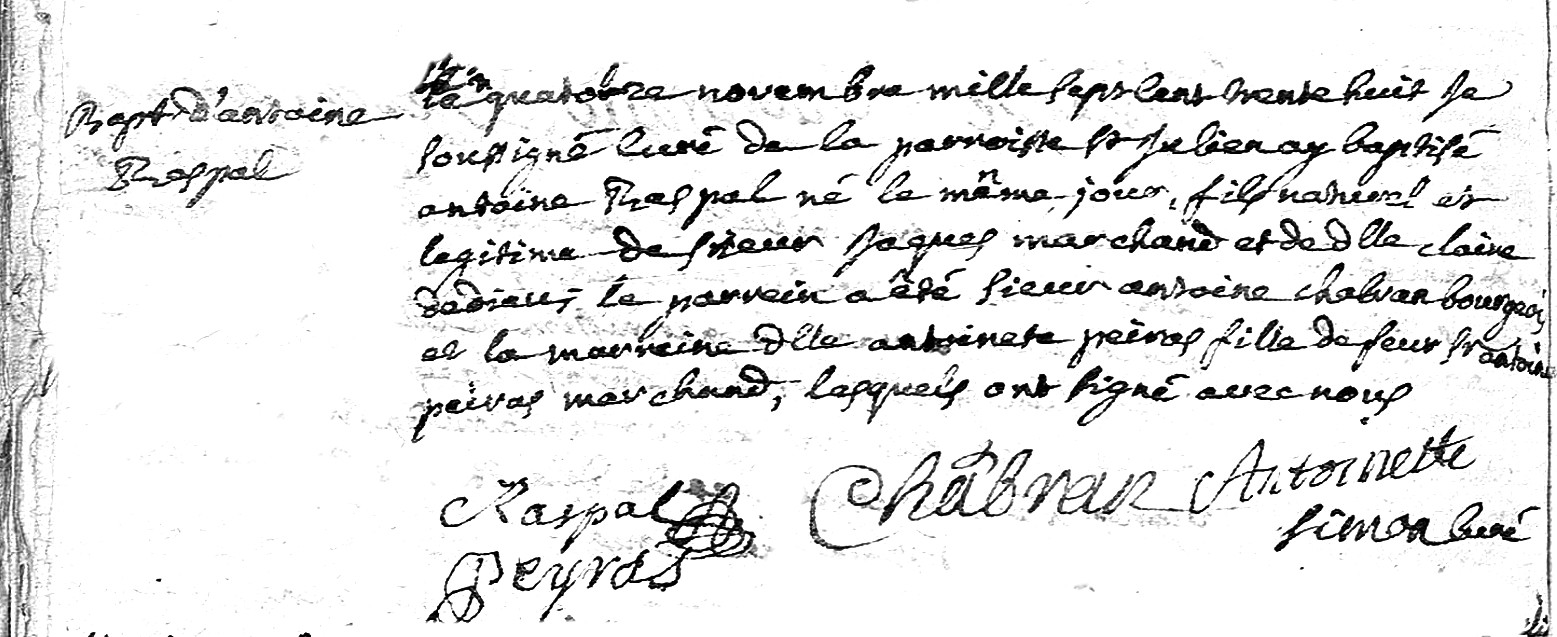
Acte de baptême d'Antoine Raspal.

Antoine Raspal naît en 1738 à Arles, paroisse Saint-Julien, dans une famille qui apprécie les arts. Il est le fils d'Antoine, marchand, et de Claire Dedieu. 
Son père pratique la peinture en amateur et son grand-père maternel est le sculpteur Pons Dedieu, frère d'un autre sculpteur arlésien plus connu, Jean Dedieu (1646-1727).

### Carrière
Il obtient rapidement de nombreuses commandes, essentiellement des portraits, grâce au soutien d'un de ses amis, le peintre Guillaume de Barrême de Châteaufort qui se met en ménage avec sa sœur Catherine.
En 1760, à la naissance de son neveu Jacques Réattu, futur grand prix de Rome en peinture, un des enfants de sa sœur Catherine, il quitte Arles pour entrer à l'École de l'académie royale où il est l'élève de Jean-Jacques Le Barbier.
En 1775, à la mort de son beau-frère, il revient à Arles, s'occupe de ses sœurs et veille à l'éducation de son neveu Jacques Réattu. À la fin de sa vie, il se désintéresse progressivement de la peinture. Dès 1786, il ne peint pratiquement plus, puis vers 1800, prend les fonctions de juge de paix de la ville d'Arles.
Antoine Raspal meurt à Arles le 30 septembre 1811.

## Œuvre

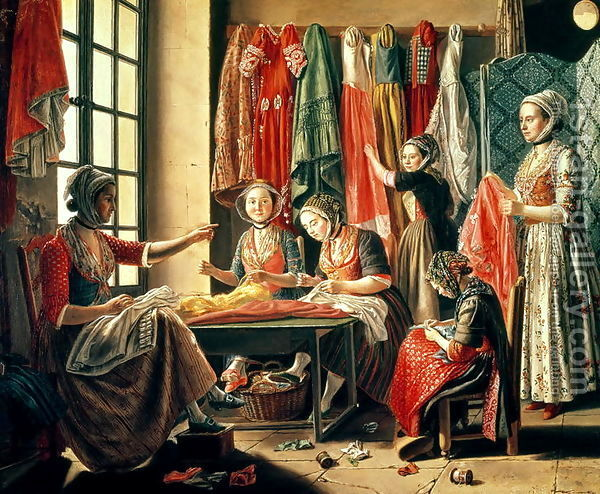
Atelier de couture à Arles (vers 1785), Arles, musée Réattu.

Son style s'oppose au néoclassicisme. Il peint des compositions d'inspiration religieuse, mais il est surtout influencé par les compositions liées à la vie locale, en particulier les costumes arlésiens.
Le musée Réattu d'Arles conserve plusieurs de ses tableaux, dont son Atelier de couture à Arles peint en 1760. Il présente un atelier arlésien où six couturières s'affairent à leur ouvrage, toutes vêtues selon la mode d'Arles : fichu et robes. Le fond du tableau est un mur où sont pendues plusieurs robes prêtes. Le musée conserve également ses tableaux Une Arlésienne et Le Peintre et sa famille. Deux expositions lui ont été consacrées à Arles, en 1925 et 1977.
Le tableau Une jeune servante, conservé au musée des Beaux-Arts et d'Archéologie Joseph-Déchelette à Roanne est attribué à Raspal.

## Œuvres
- Aix-en-Provence, musée Granet : L'Arlésienne[3].
- Arles :
  - musée Réattu :
    - Autoportrait ;
    - Atelier de couture d'Arles[4] ;
    - La Famille du peintre, vers 1780[5].

  - Museon Arlaten :
    - Portrait de dame ;
    - Laveuse au pont de l'observance.
- Cavaillon, hôtel d'Agar : La Promenade aux Alyscamps, 1776.
- Marseille, musée Grobet-Labadié : 
  - Portrait d'Arlésienne aux œillets[6] ;
  - Portrait d'Arlésienne aux yeux bleus[7] ;
  - Portrait d'Arlésienne[8].

Œuvres d'Antoine Raspal
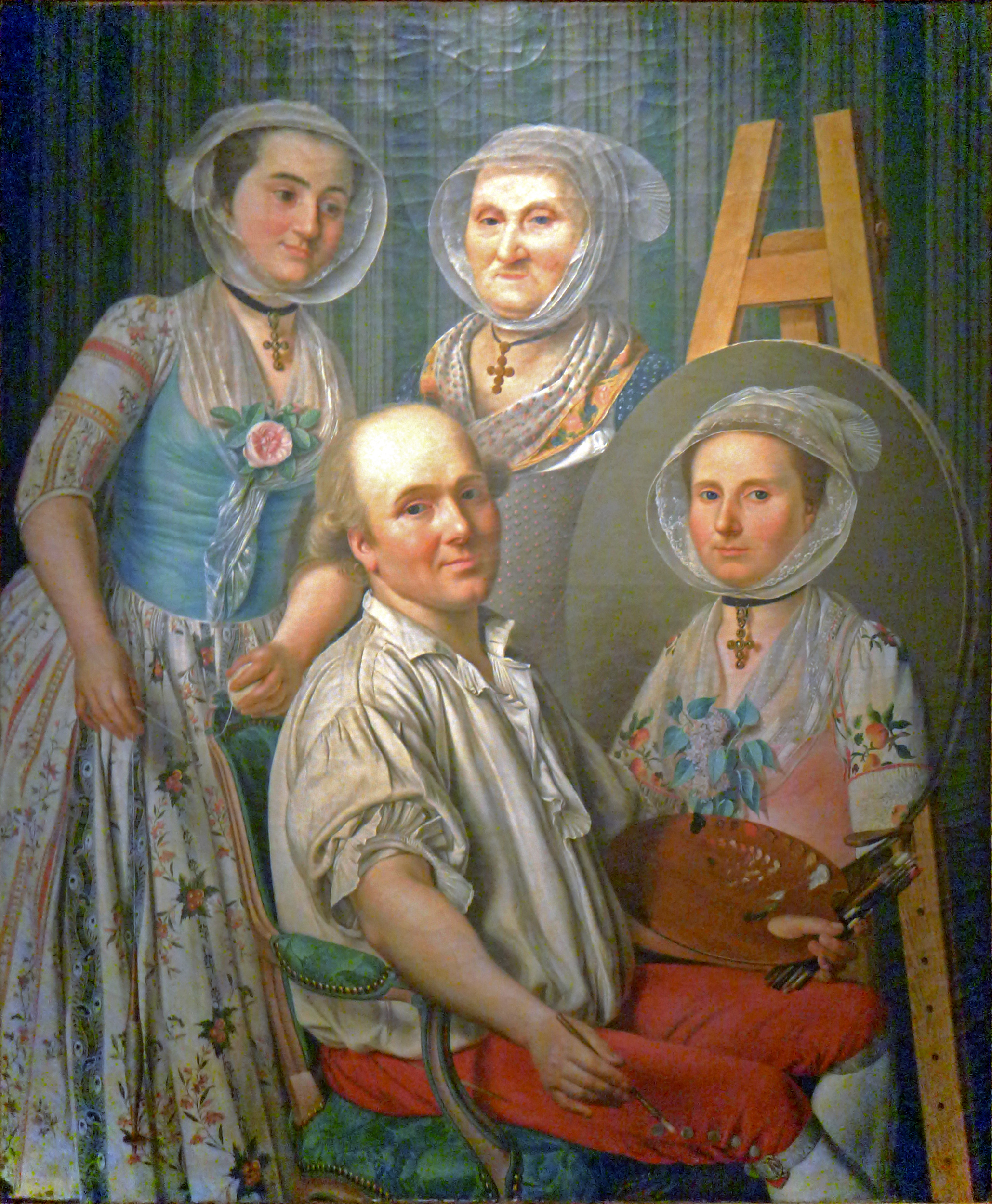
La Famille du peintre (vers 1780), Arles, musée Réattu.
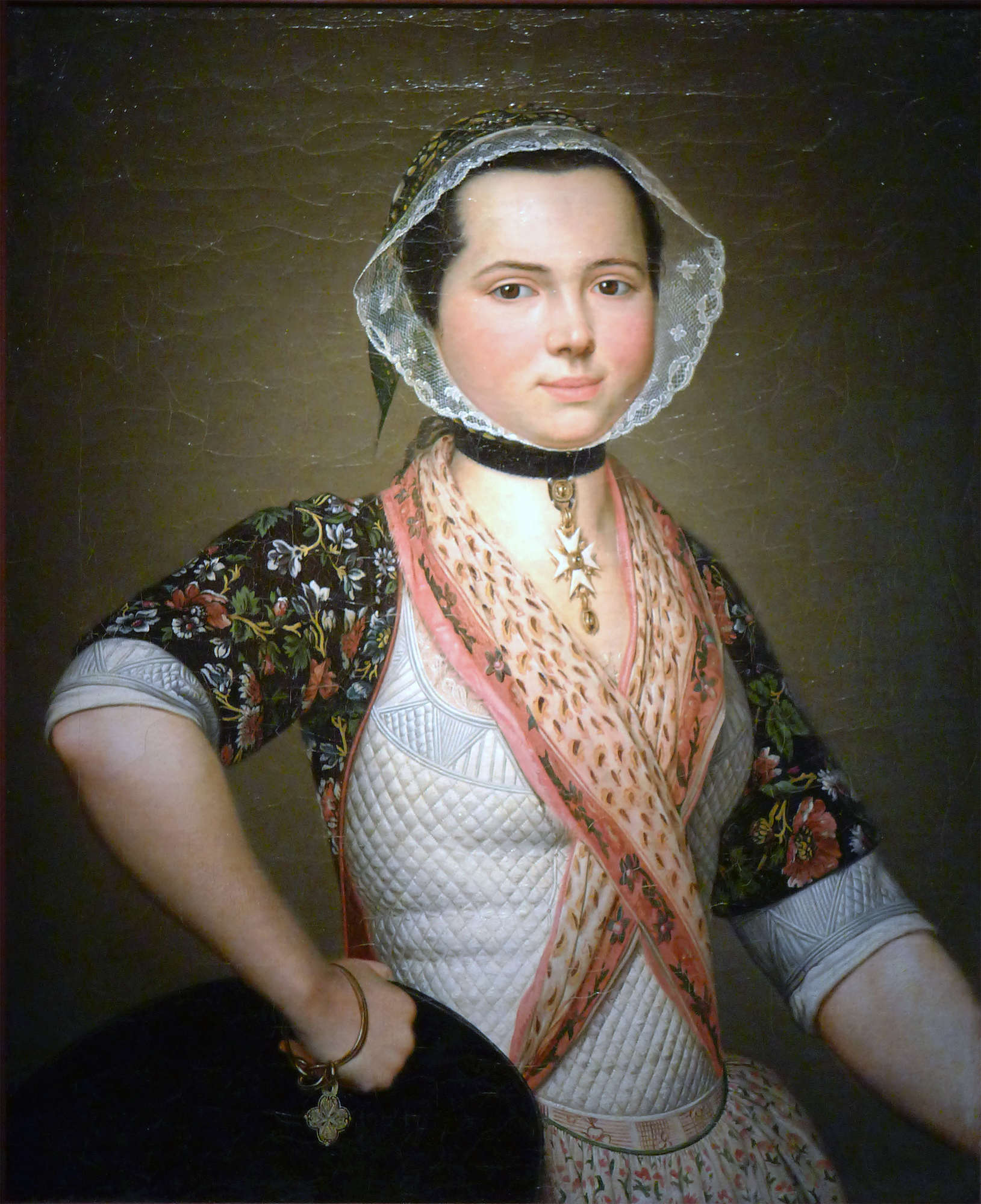
Portrait de jeune fille en ancien costume d’Arles, Aix-en-Provence, musée Granet.
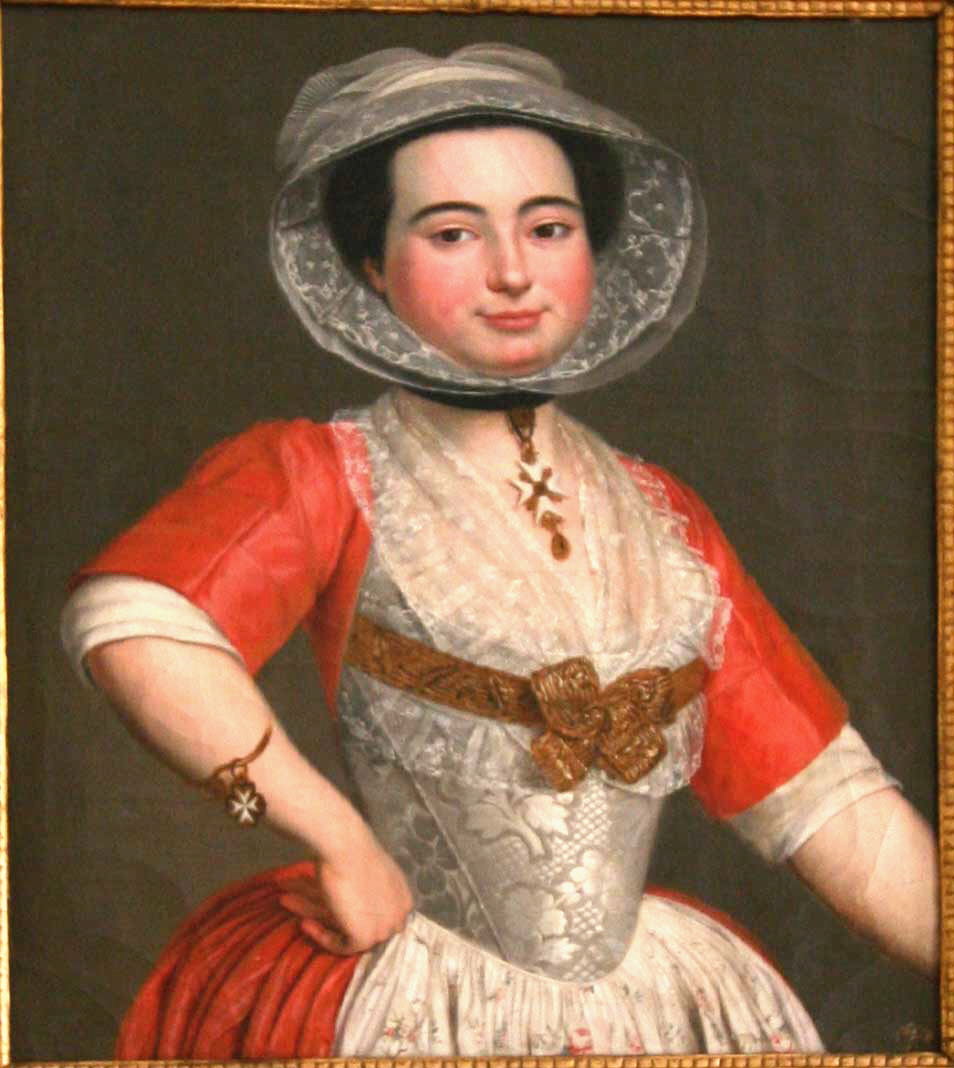
Portrait d'Arlésienne aux yeux bleus, Marseille, musée Grobet-Labadié.
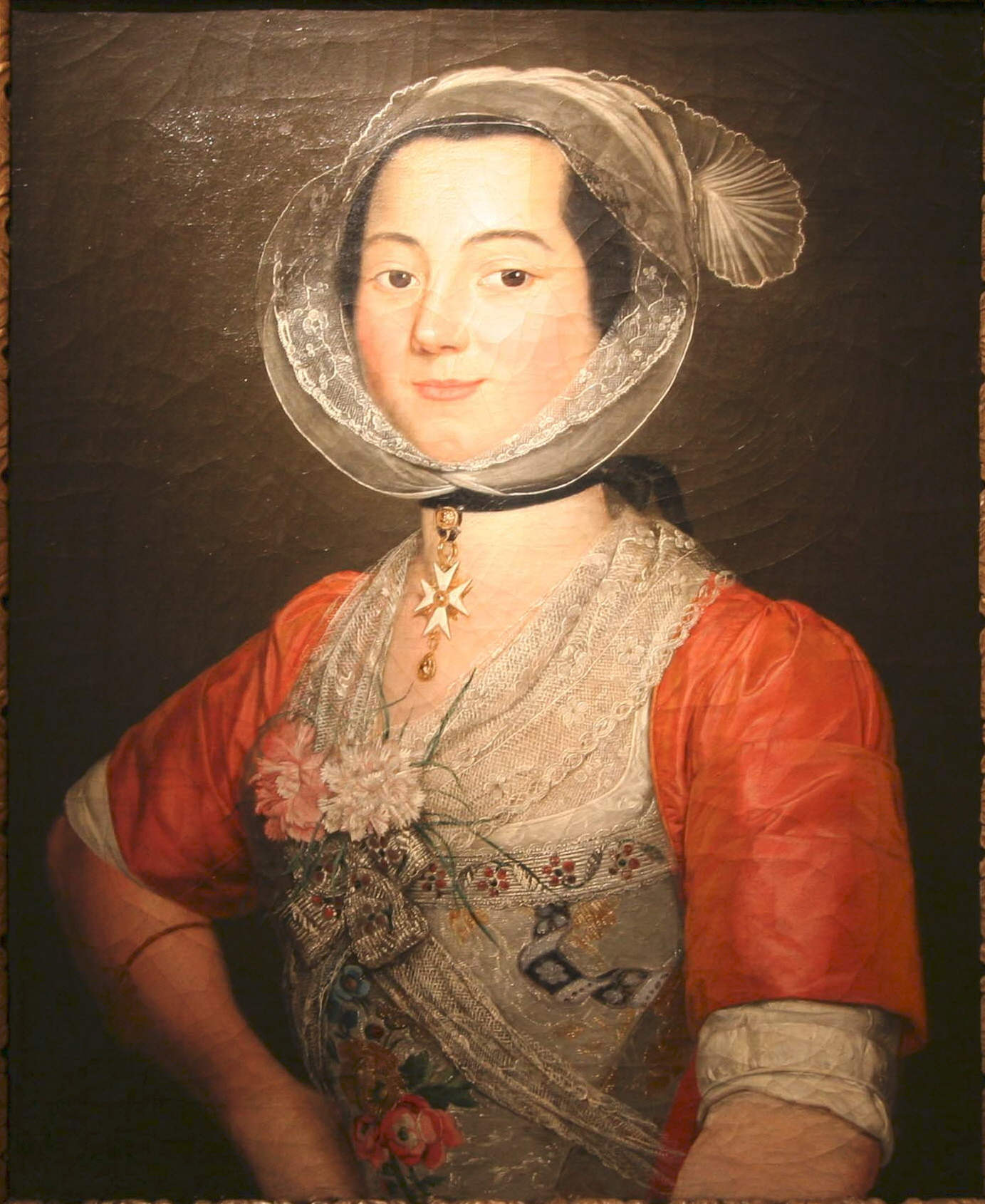
Portrait d'Arlésienne aux œillets, Marseille, musée Grobet-Labadié.
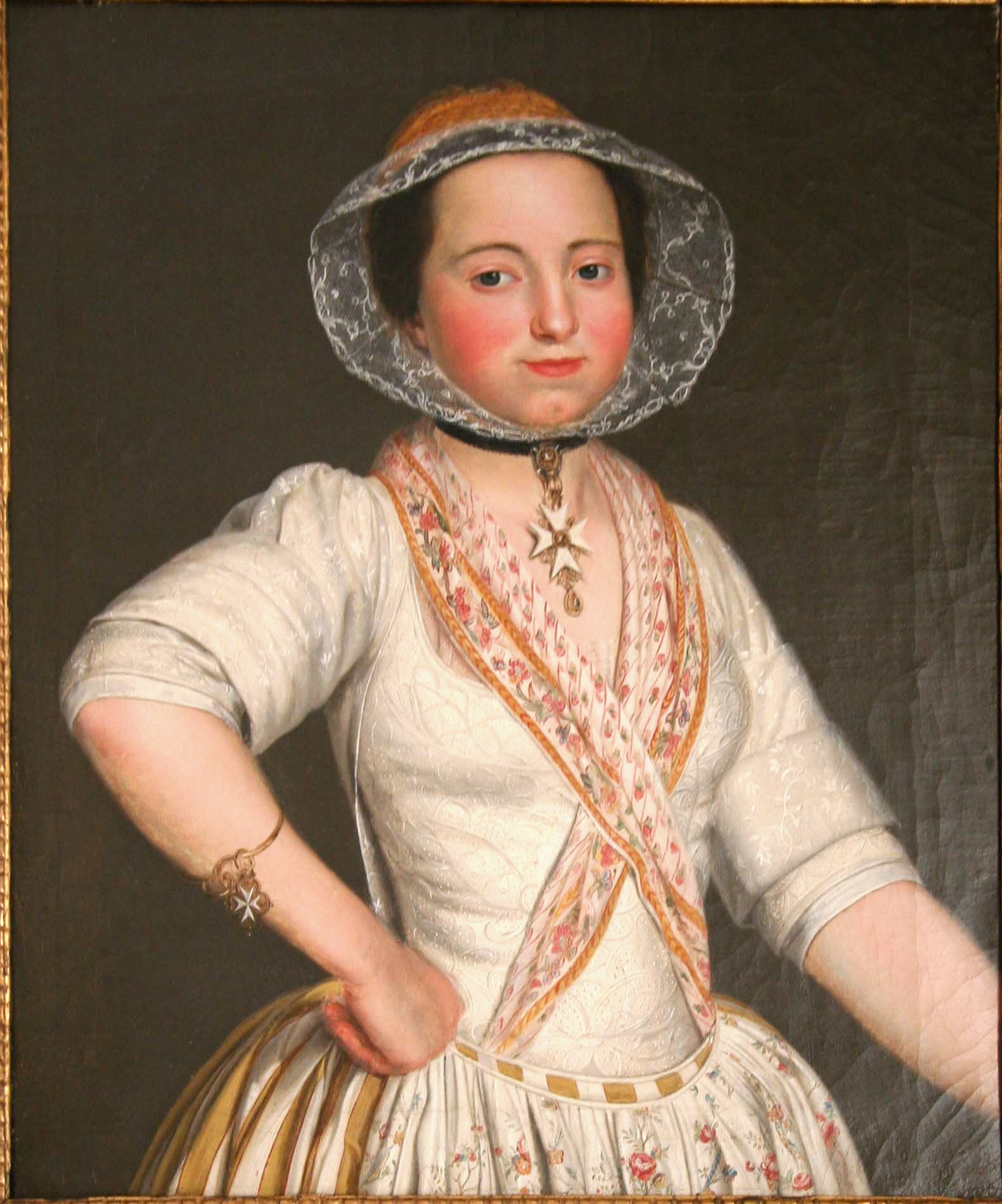
Portrait d'Arlésienne, Marseille, musée Grobet-Labadié.